# Aristolochia californica
Aristolochia californica là một loài thực vật có hoa trong họ Aristolochiaceae. Loài này được Torr. mô tả khoa học đầu tiên năm 1857.